# Henry Farrer
Pour les articles homonymes, voir Farrer.
Henry Farrer, né le 23 mars 1843 à Londres et mort le 24 février 1903 à Brooklyn, est un peintre, aquarelliste et graveur américain.

## Biographie
Henry Farrer naît le 23 mars 1843 à Londres.
Il émigre aux États-Unis en 1861 et se fait une place parmi les artistes. Il est membre de plusieurs groupes artistiques, dont la Royal Society of Engravers and Etchers de Londres et le New York Etching Club, dont il deviendra plus tard président. Il expose à la National Academy of Design de New York de 1867 à 1881.
Henry Farrer meurt le 24 février 1903 à Brooklyn.

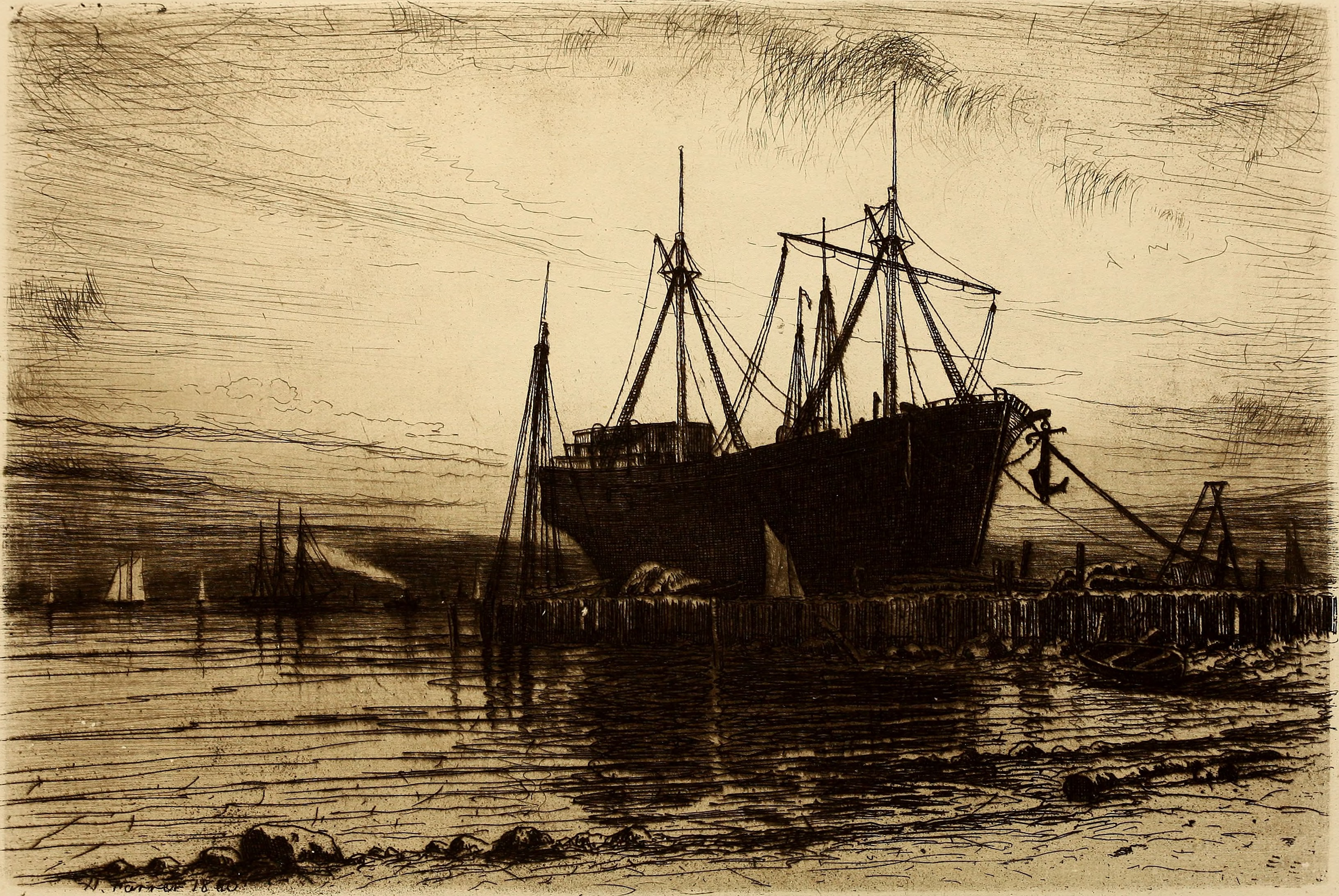
Gravure illustrant American art and American art collections (1889).
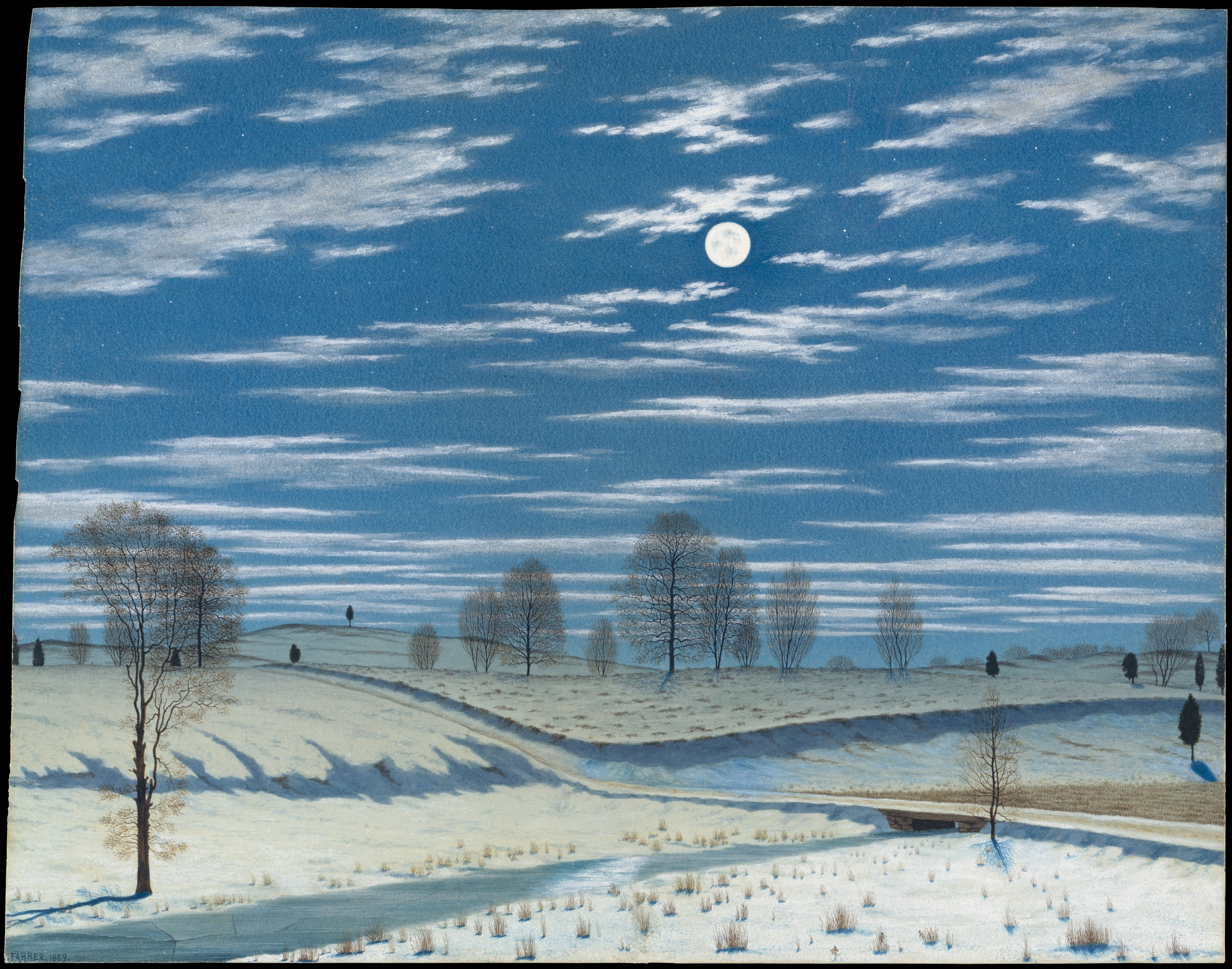
Winter Scene in Moonlight, aquarelle (1869, Metropolitan Museum of Art).
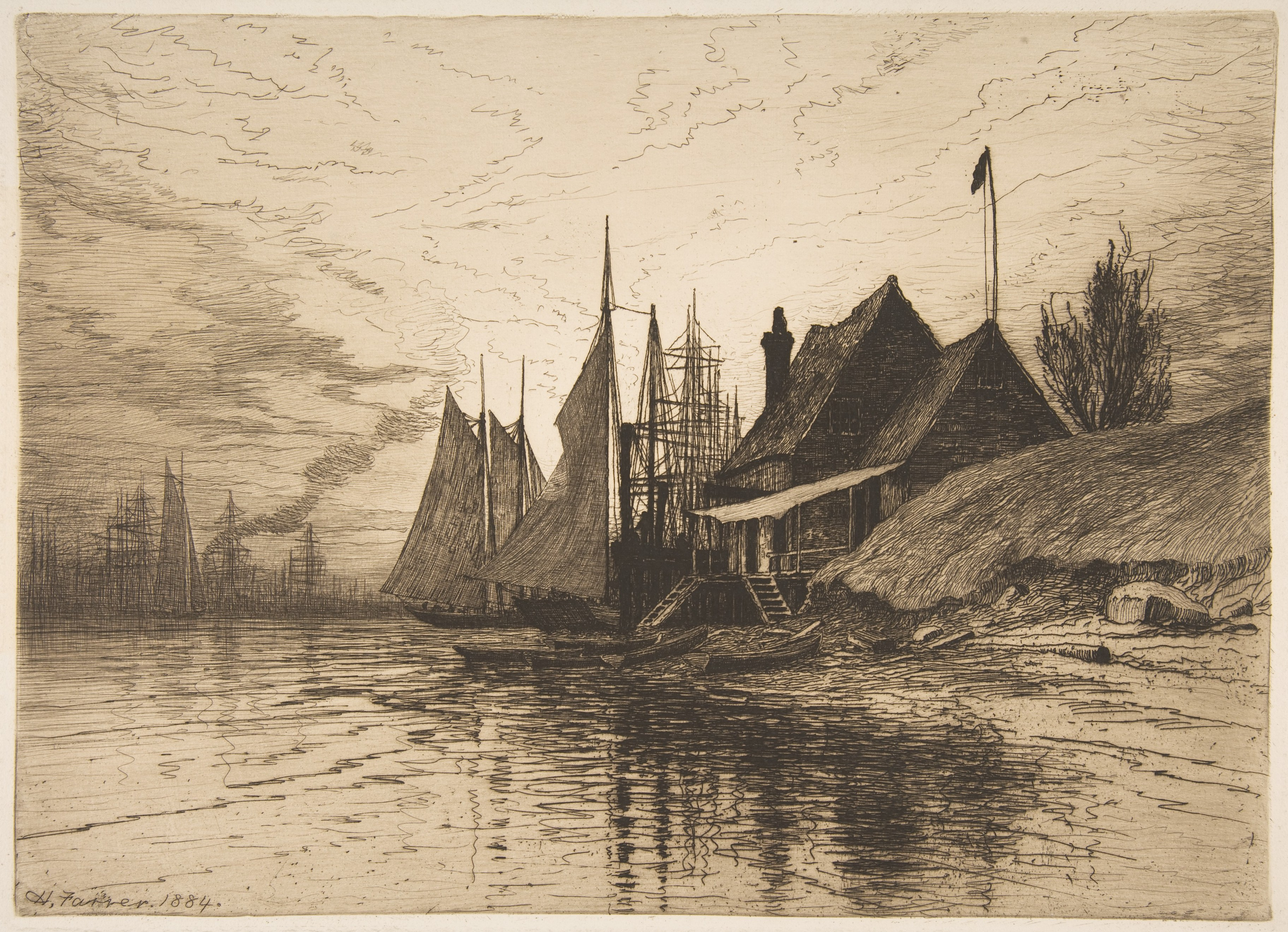
Evening, eau-forte (1884, Metropolitan Museum of Art).